# Тальнівська волость
Тальнівська волость — історична адміністративно-територіальна одиниця Уманського повіту Київської губернії з центром у містечку Тальне.
Станом на 1886 рік складалася з 8 поселень, 7 сільських громад. Населення — 13684 особи (6720 чоловічої статі та 6964 — жіночої), 1203 дворових господарства.
|                     | Площа, десятин | У тому числі орної, дес. |
| ------------------- | -------------- | ------------------------ |
| Сільських громад    | 7736           | 6591                     |
| Приватної власності | 9603           | 6139                     |
| Іншої власності     | 457            | 412                      |
| Загалом             | 17796          | 13142                    |

Основні поселення волості:
- Тальне — колишнє власницьке містечко при річці Угорський Тікич за 47 версти від повітового міста, 1876 осіб, 324 двори, православна церква, каплиця, 2 синагоги, 2 єврейських молитовних будинки, школа, лікарня, аптека, 14 постоялих дворів, 4 ренськових погреби, 19 постоялих будинків, 49 лавок, базар по неділях, 8 кузень, косткопальний завод.
- Глибочок — колишнє власницьке село при річці Угорський Тікич, 1145 осіб, 163 двори, православна церква, школа, постоялий будинок, водяний млин, винокурний завод.
- Кобринова Гребля — колишнє власницьке село, 865 осіб, 144 двори, православна церква, школа, постоялий будинок, 3 вітряних млини.
- Корсунка (Довгенське) — колишнє власницьке село при річці Угорський Тікич, 1322 особи, 205 дворів, православна церква, школа, постоялий будинок.
- Криві Коліна — колишнє власницьке село при річці Угорський Тікич, 796 осіб, 108 дворів, православна церква, школа, постоялий будинок, 2 водяних і вітряний млини.
- Майданецьке — колишнє власницьке село, 1597 осіб, 197 дворів, православна церква, школа, 3 постоялих будинки, водяний і вітряний млини, винокурний завод.
- Соколівочка (Мала Соколівка) — колишнє власницьке село, 505 осіб, 62 двори, каплиця, школа, постоялий будинок, вітряний млин.

Старшинами волості були:
- 1909 року — Степан Трофимович Сенько[2];
- 1910—1912 роках — Данило Іванович Забара[3],[4];
- 1913—1915 роках — Зиновій Захарович Войченко[5],[6].